# Erpeton tentaculatum
Genre
Espèce
Statut de conservation UICN

 LC  : Préoccupation mineure
Erpeton tentaculatum, le Serpent à tentacules, unique représentant du genre Erpeton, est une espèce de serpents de la famille des Homalopsidae.

## Étymologie
Le genre Erpeton vient du grec ἐρπετὸν, herpeton, « animal rampant, reptile ».
Son nom d'espèce, tentaculatum, fait référence aux protubérances en forme de tentacules présentes à l'avant de la tête de ce serpent.

## Répartition
Cette espèce se rencontre en Thaïlande, au Cambodge et au Viêt Nam. 

## Habitat
Ce serpent vit dans les marécages et au bord du littoral. Il affleure à la surface pour respirer toutes les trente minutes. En période de sécheresse et la nuit, il peut s'enfouir dans la boue.

## Description

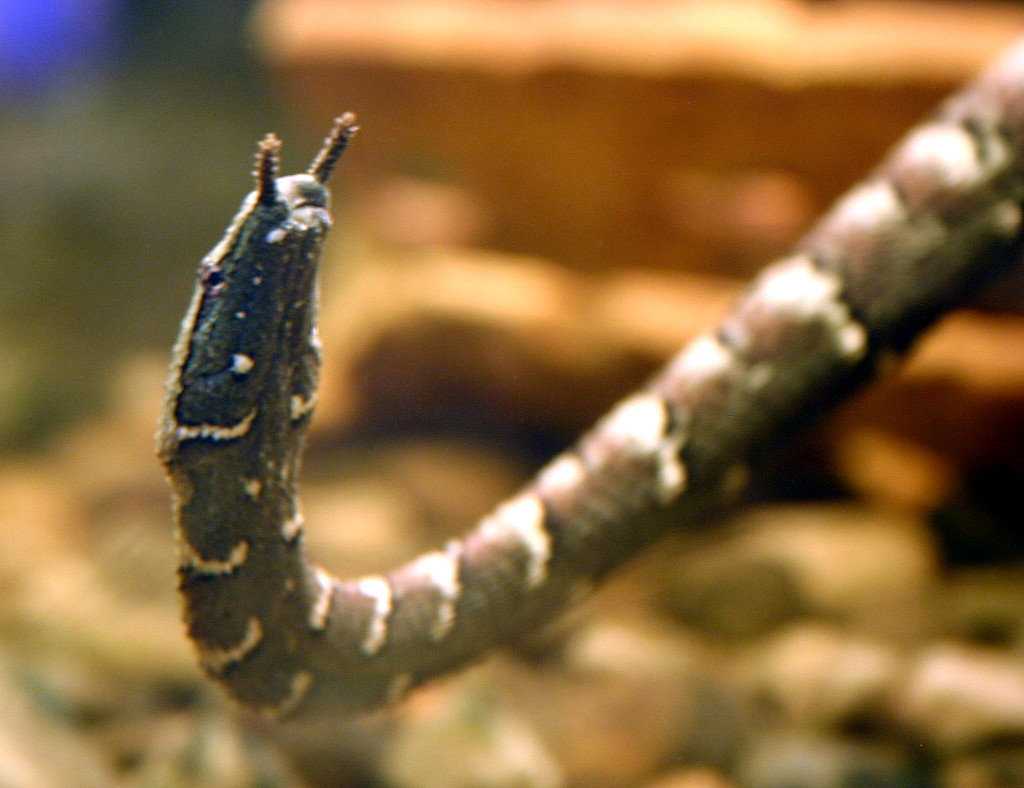
Erpeton tentaculatum

C'est un serpent ichtyophage. Il chasse la nuit les poissons dans les eaux encombrées de végétation. 
Pour Taylor l'usage des deux tentacules présents sur la tête de ce serpent n'est pas connu. Ils ne sont apparemment pas mobiles.  
Smithsuggèrent qu'ils pourraient servir d'appâts pour attirer les poissons dont se nourrit ce serpent la nuit. Elles pourraient également lui servir à sentir les mouvements de l'eau, ce qui l'aiderait détecter l'emplacement des poissons. 
Erpeton tentaculatum mesure de 70 à 100 cm dont 14 cm pour la queue. 
Son dos est brun roux clair et son ventre jaunâtre avec deux rangées de taches irrégulières sombres.
C'est un serpent vivipare : la femelle donne naissance dans l'eau à 5 à 13 petits serpenteaux.

## Comportement
La chasse se fait par une méthode unique d'embuscade. Les serpents à tentacules passent la plupart de leur temps dans une posture rigide ; ils se servent de leur queue pour s'ancrer tandis que leur corps prend une forme distinctive de "J" renversé. Dès qu'un poisson se trouve dans cette zone, le serpent frappe en s'abaissant d'un seul coup vers sa proie ; durant ce laps de temps (quinze millièmes de seconde), il rétracte ses yeux.
Grâce à l'utilisation de caméras à haute vitesse et d'hydrophones, la méthode d'embuscade du serpent est révélée plus en détail. Le serpent anticipe les mouvements du poisson qui tente de s'échapper. Lorsque le poisson nage à sa portée, le serpent crée une perturbation dans l'eau en déplaçant une partie de son corps en arrière du cou. Cette perturbation déclenche chez le poisson un réflexe de fuite appelé le départ en C, dans lequel le poisson contorsionne son corps en forme de "C". Normalement, à ce stade, le poisson devrait s'éloigner rapidement de la perturbation en redressant son corps, mais le serpent l'attrape, généralement par la tête, en anticipant son mouvement. Le serpent attrape les poissons en les incitant par réflexe à tenter de s'échapper dans la mauvaise direction. Contrairement à la plupart des prédateurs, le serpent ne vise pas la position initiale du poisson pour ensuite ajuster sa direction au fur et à mesure que le poisson se déplace, il se dirige directement vers l'endroit où il s'attend à ce que la tête du poisson se trouve. La capacité à prédire la position de sa proie semble être innée.

## Publication originale
- Lacépède, 1800 : Sur un nouveau genre de serpent. Bulletin des Sciences de la Société Philomathique de Paris, vol. 2, no 46, p. 169 (texte intégral).